# Agent celny
Agent celny – osoba, która zawodowo zajmuje się reprezentacją podmiotów gospodarczych przed organami celnymi i podatkowymi w zakresie spraw związanych z obrotem towarowym z zagranicą. To profesjonalny pełnomocnik strony w sferze ceł, podatku od towarów i usług w obrocie zagranicznym, podatku akcyzowego, zgłoszeń statystycznych „Intrastat”. oraz konsultant w zakresie uwarunkowań prawnych i procedur regulujących międzynarodowy obrót towarami ze względu na wymagania sanitarne, weterynaryjne, farmaceutyczne, techniczne, kontyngenty ilościowe, ochronę rynku, który prowadzi swoją działalność w dowolnej formie prawnej (lub będący pracownikiem reprezentowanego podmiotu).
W zależności od tego, w czyim imieniu czynność prawna zostanie dokonana, agent celny może być umocowany do działania w formie przedstawicielstwa bezpośredniego lub pośredniego. Przedstawicielstwo bezpośrednie polega na tym, że przedstawiciel działa na rzecz mocodawcy i w jego imieniu, a przedstawiciel pośredni dokonuje czynności prawnej na rzecz mocodawcy, lecz w imieniu własnym.
Na listę agentów celnych wpisuje się, zgodnie z art. 80 ust. 1 ustawy z dnia 19 marca 2004 r. – Prawo celne (Dz.U. z 2016 r. poz. 880), osobę fizyczną, jeżeli spełnia następujące warunki:
1. ma pełną zdolność do czynności prawnych;
2. posiada kwalifikacje lub doświadczenie w zakresie obsługi celnej podmiotów gospodarczych;
3. nie została skazana prawomocnym wyrokiem za przestępstwo przeciwko wiarygodności dokumentów, mieniu, obrotowi gospodarczemu, obrotowi pieniędzmi i papierami wartościowymi lub przestępstwo skarbowe;
4. wystąpiła z wnioskiem o wpis na listę agentów celnych.

Upoważnionym do prowadzenia postępowań w sprawach dotyczących: wpisu na listę agentów celnych, skreślenia z listy agentów celnych lub zawieszenia działalności agenta celnego oraz prowadzeniem listy agentów celnych jest Dyrektor Izby Administracji Skarbowej w Warszawie. Listę agentów celnych ogłasza minister finansów w Dzienniku Urzędowym Ministerstwa Finansów. Lista ta jest również dostępna poprzez system informatyczny służby celnej PUESC. Według stanu na dzień 16 marca 2017 roku na listę agentów celnych w Polsce wpisanych jest 13216 osób.

## Podstawa prawna
- art. 5 rozporządzenia Rady (EWG) nr 2913/92 z dnia 12 października 1992 roku ustanawiające Wspólnotowy Kodeks Celny (Dz. Urz. WE L 302 z 19 października 1992 roku ze zm.);
- art. 73 – 103 ustawy z dnia 19 marca 2004 roku – Prawo celne (Dz.U. z 2016 r. poz. 880);
- rozporządzenie Ministra Finansów z dnia 17 maja 2004 roku w sprawie egzaminu kwalifikacyjnego na agenta celnego oraz wpisu na listę agentów celnych (Dz.U. z 2004 r. nr 117, poz. 1223) (uznane za uchylone);
- rozporządzenie Ministra Finansów z dnia 22 kwietnia 2004 roku w sprawie wyznaczenia Dyrektora Izby Celnej w Warszawie do prowadzenia niektórych spraw celnych (Dz.U. z 2004 r. nr 87, poz. 830) (uznane za uchylone);
- obwieszczenie Ministra Finansów z dnia 18 listopada 2005 roku w sprawie ogłoszenia listy agentów celnych (Dz. Urz. MF Nr 13, poz. 215 ).